# محدوده (مدیریت پروژه)
محدوده (انگلیسی: Scope) یا گستره پروژه، در دانش مدیریت پروژه، دارای دو کاربرد متمایز است، که شامل؛ محدوده پروژه و محدوده محصول پروژه می‌باشد. محدوده شامل دریافت اطلاعات مورد نیاز برای شروع یک پروژه و ویژگی‌های محصولی می‌باشد، که نیاز ذینفعان پروژه را برآورده می‌کند. محدوده پروژه به کارهایی اطلاق می‌شود که باید برای تولید محصول، ارائه خدمات یا عرضه نتایج حاصل از پروژه، با ویژگی‌ها و توابع مشخص شده از سوی ذینفعان، انجام شود. در حوزه مدیریت پروژه، مدیریت محدوده فهرستی از محصولات یا وظایفی است، که باید به میزان مورد نیاز، با حفظ کیفیت و تنوع تعیین‌شده، در زمان مشخص و با منابع موجود و توافق‌شده در پروژه، انجام گیرد.